# Anillochlamys lencinai
Anillochlamys lencinai es una especie de escarabajo del género Anillochlamys, familia Leiodidae. Fue descrita por Salgado y Javier Fresneda en 2006.

## Distribución
Se encuentra en España.